# Deutsch-Ordens-Spital Friesach

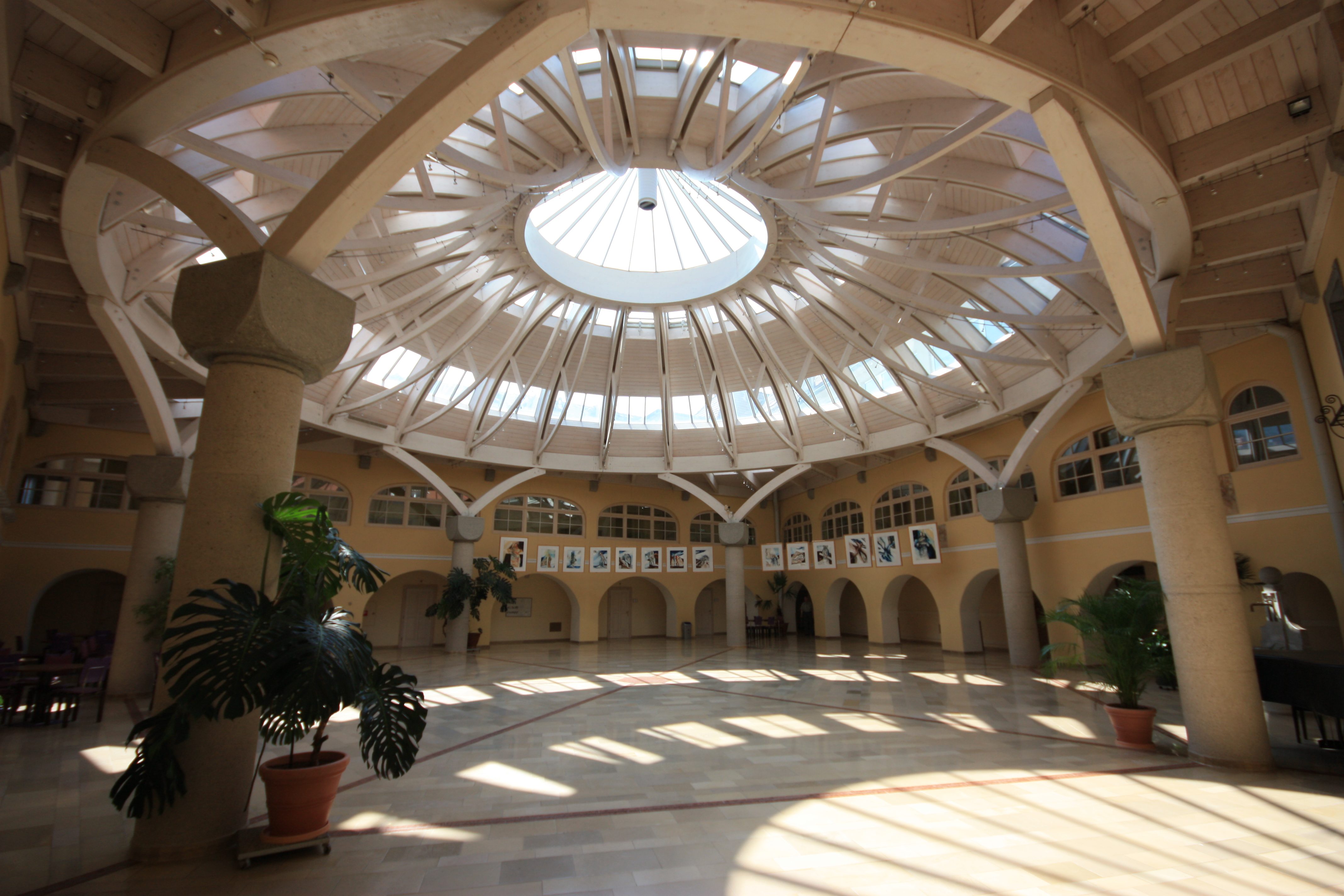
Atrium des Deutschordensspitals

Das Deutschordensspital in Friesach in Kärnten ist das ehemalige Kommendegebäude des gleichnamigen Ordens. Derzeit wird es als Teil eines Krankenhauses der Regelversorgung genutzt.

## Geschichte
1203 wurde das Magdalenenspital in Friesach von Erzbischof Eberhard II. von Salzburg dem Deutschen Orden überantwortet. In der Folge übersiedelte der Orden vor 1275 das Spital an seinen heutigen Standort. Nach Brandkatastrophen in den Jahren 1461 und 1582, denen das Haus und die Ordenskirche zum Opfer fielen, erfolgte der Wiederaufbau, zuletzt erst 1612, wobei nur eine kleine Anzahl an Kranken und Armen Aufnahme fand. 1880 erfolgte die Wiedereröffnung des erneuerten Spitals, woraufhin Patienten kostenlos seelsorgerisch und ärztlich betreut wurden.
Das Deutschordensspital steht heute teilweise unter Denkmalschutz (Listeneintrag), wobei das Ordenshaus und das ehemalige Kommendegebäude unter Schutz gestellt wurden.

## Derzeitige Nutzung
Das Gebäude ist derzeit Teil eines Krankenhauses mit etwa 200 Betten und den üblicherweise zur Regelversorgung zählenden Fachabteilungen Innere Medizin, (Unfall-)Chirurgie, Radiologie, Anästhesie und Intensivmedizin. Betreiber des Krankenhauses ist die „A. Ö. Krankenhaus des Deutschen Ordens Friesach GmbH“.

## Baugeschichte

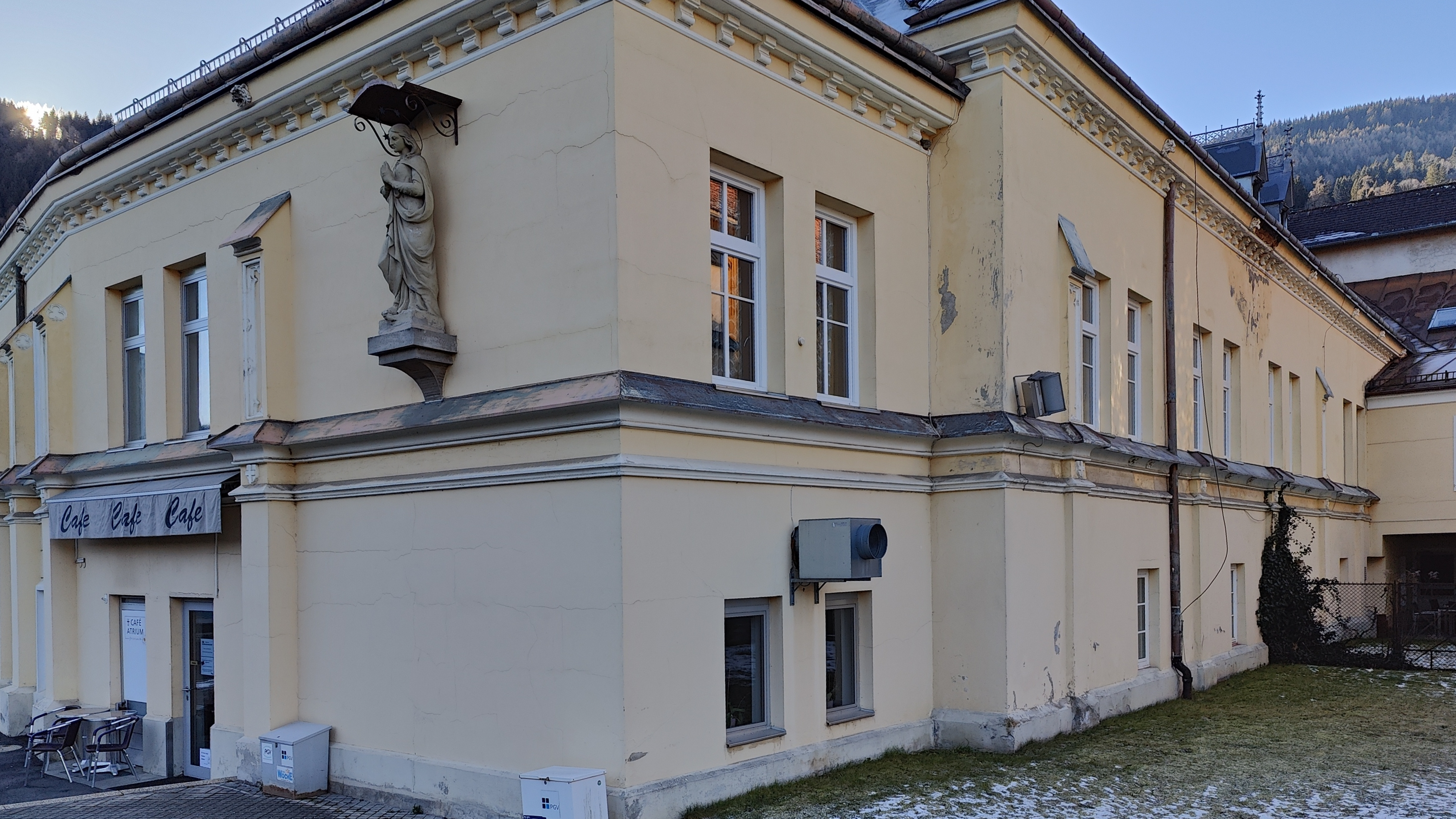
Alter Teil des Krankenhauses

Das Gebäude geht zum Teil noch auf das mittelalterliche Kommendengebäude zurück. Im frühen 17. Jahrhundert wurde der Bau unter Gottfried von Schrattenbach durchgreifend erneuert. Die heutige Erscheinung des Ordenshauses geht im Wesentlichen auf den 1890 von Heinrich Wagner durchgeführten gründerzeitlichen Umbau zurück. 1937 erfolgte eine Aufstockung des Kernbaus, in den 1960er-Jahren wurden südlich und nördlich neue Trakte angebaut.

## Beschreibung
Die Außenfassaden besitzen eine neugotische Wandgliederung mit abgedachten ornamentierten Wandpfeilern und verkröpftem Gesims. Der ehemalige Rittersaal wurde in eine Kapelle und einen Speisesaal umgebaut. Im Innenhof befinden sich unter den Obergeschoßarkaden drei steinerne Inschriftentafeln: die erste von 1614 neben drei Wappen mit Helmzier, die zweite von 1653 und die dritte mit drei verschiedenen Deutschordenswappen mit Knorpelwerksdekor und bekrönendem Puttokopf und ein Spruchband von 1673.

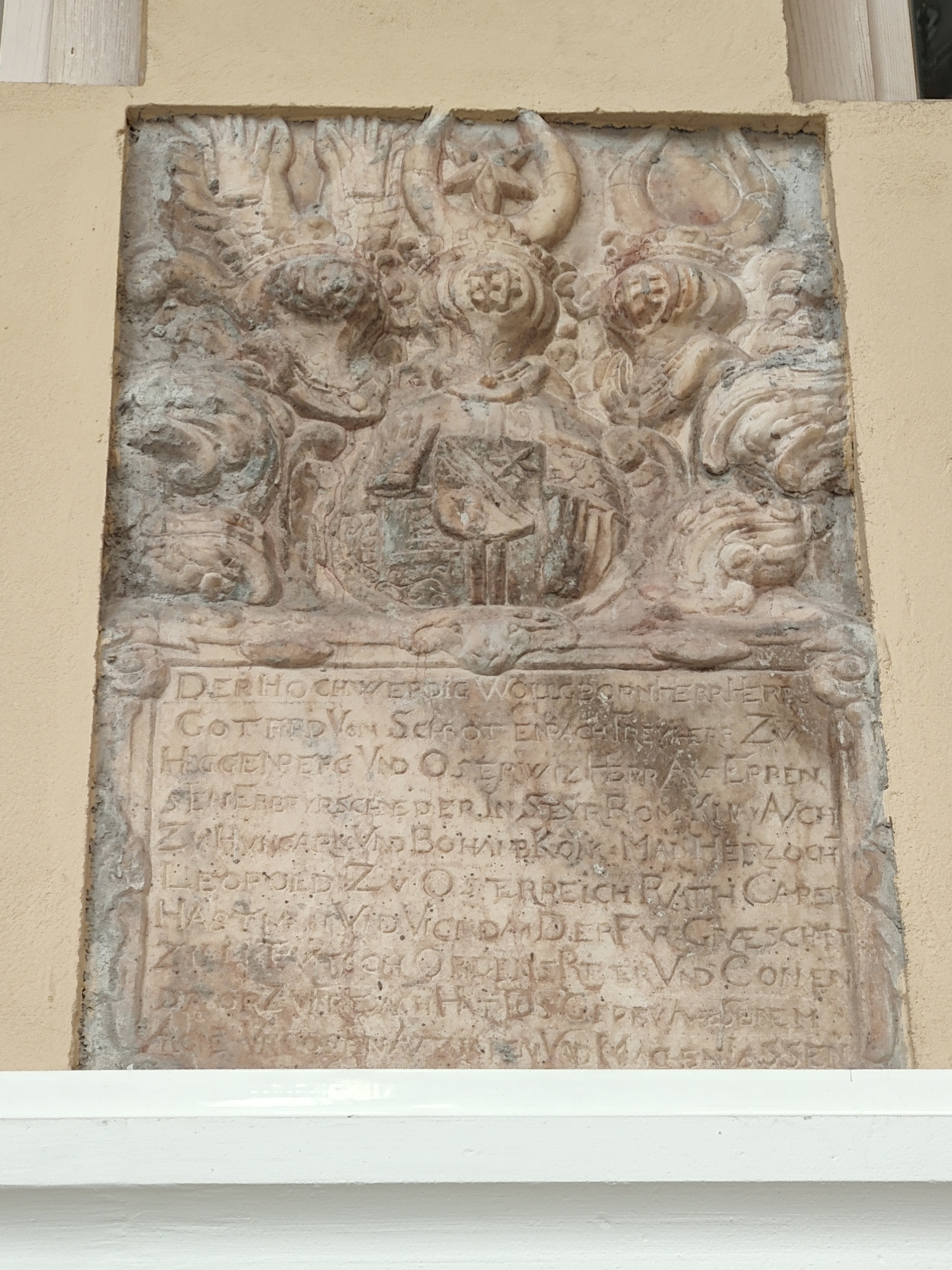
Wappensteine im Innenhof
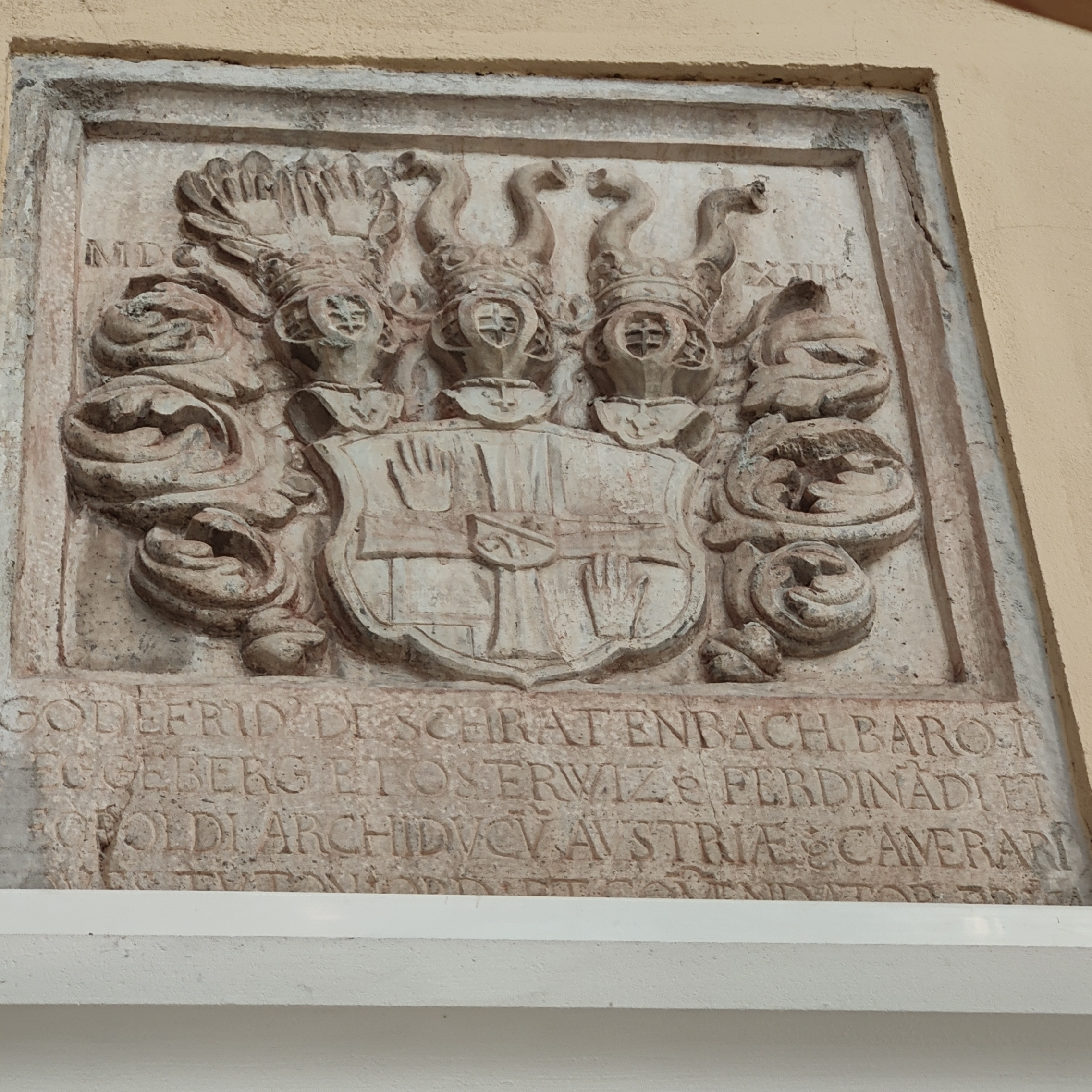
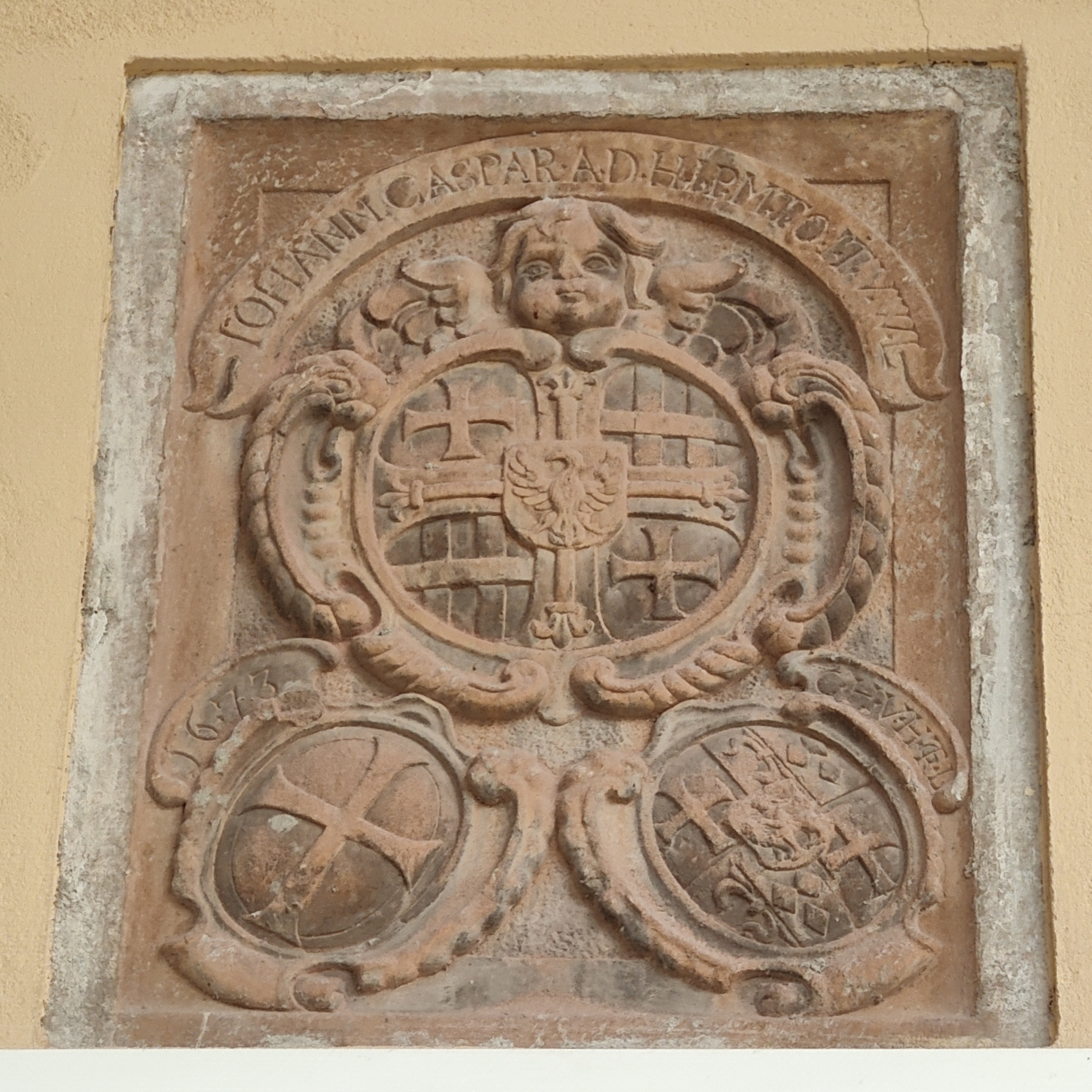

## Künstlerische Ausstattung

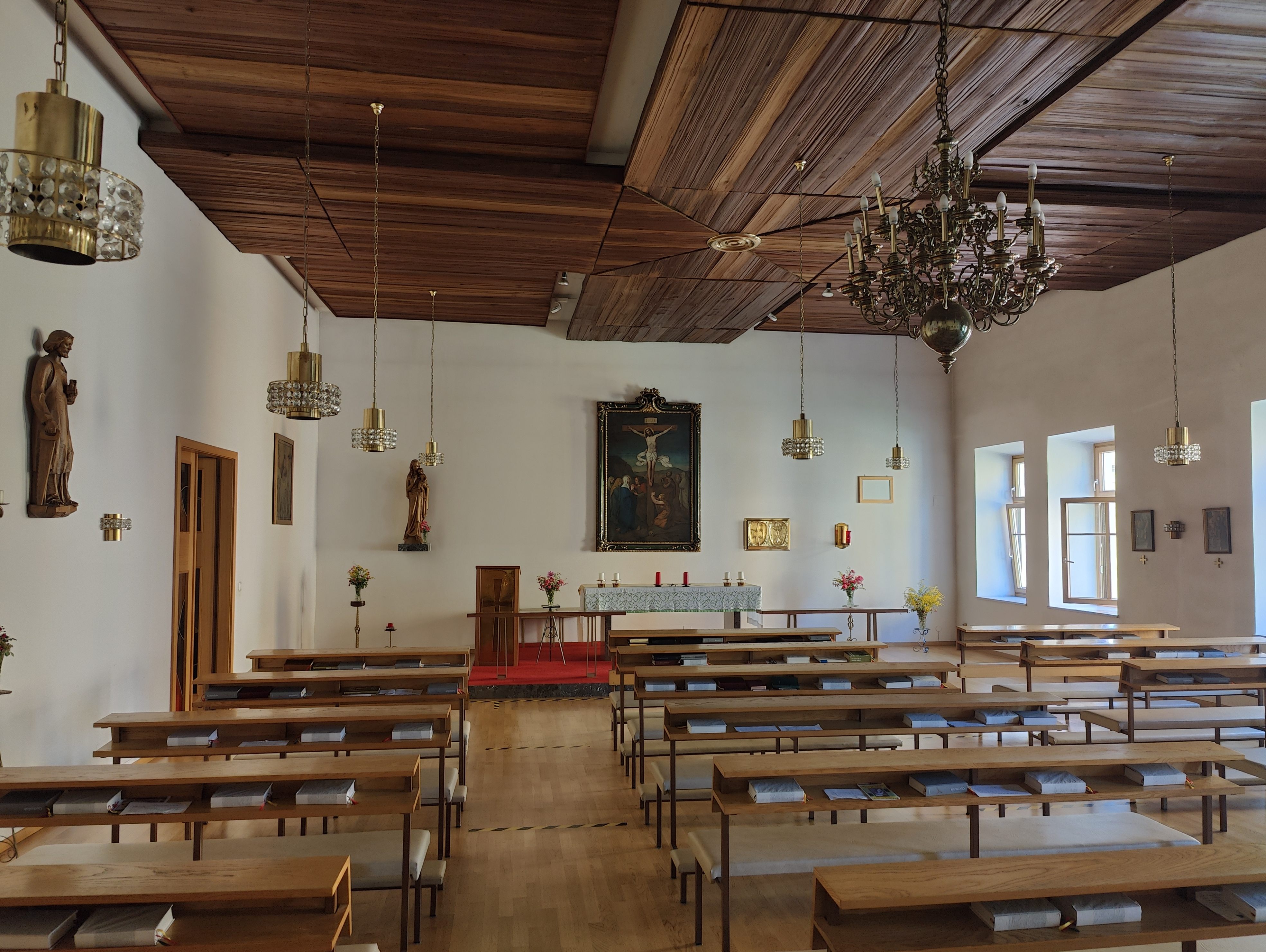
Kapelle

Im Verbindungsgang zur Empore zur Kirche hängen ein Gemälde der Madonna mit Ordensstiftern von 1627 und ein Bild des Weltenrichters mit dem Stifter Gabriel Kreuzer von 1546. 
In der Kapelle befinden sich ein Bild der Maria Himmelskönigin vom Anfang des 18. Jahrhunderts und ein um 1520/1530 gemaltes Tafelbild des heiligen Dionysius. 
Im Speisesaal ist ein Altarflügel mit der Darstellung Gottvaters und Heiligen aus dem dritten Viertel des 15. Jahrhunderts und einer um 1480 gemalten Ölbergszene auf der Rückseite aufgestellt. Des Weiteren stehen im Speisesaal die Konsolfiguren eines spätgotischen Erzengels Michael und einer frühbarocken Himmelskönigin aus der ersten Hälfte des 17. Jahrhunderts. Das vor der Speisesaaltüre angebrachte spätgotische Relief zeigt wohl den heiligen Rochus.
Im Gang zur Klausur befindet sich ein 1546 geschaffenes Gedächtnisdenkmal auf Holz für Gabriel Kreuzer († 1568).